# Qena (guvernement)

Guvernementets flagga

Lägeskarta

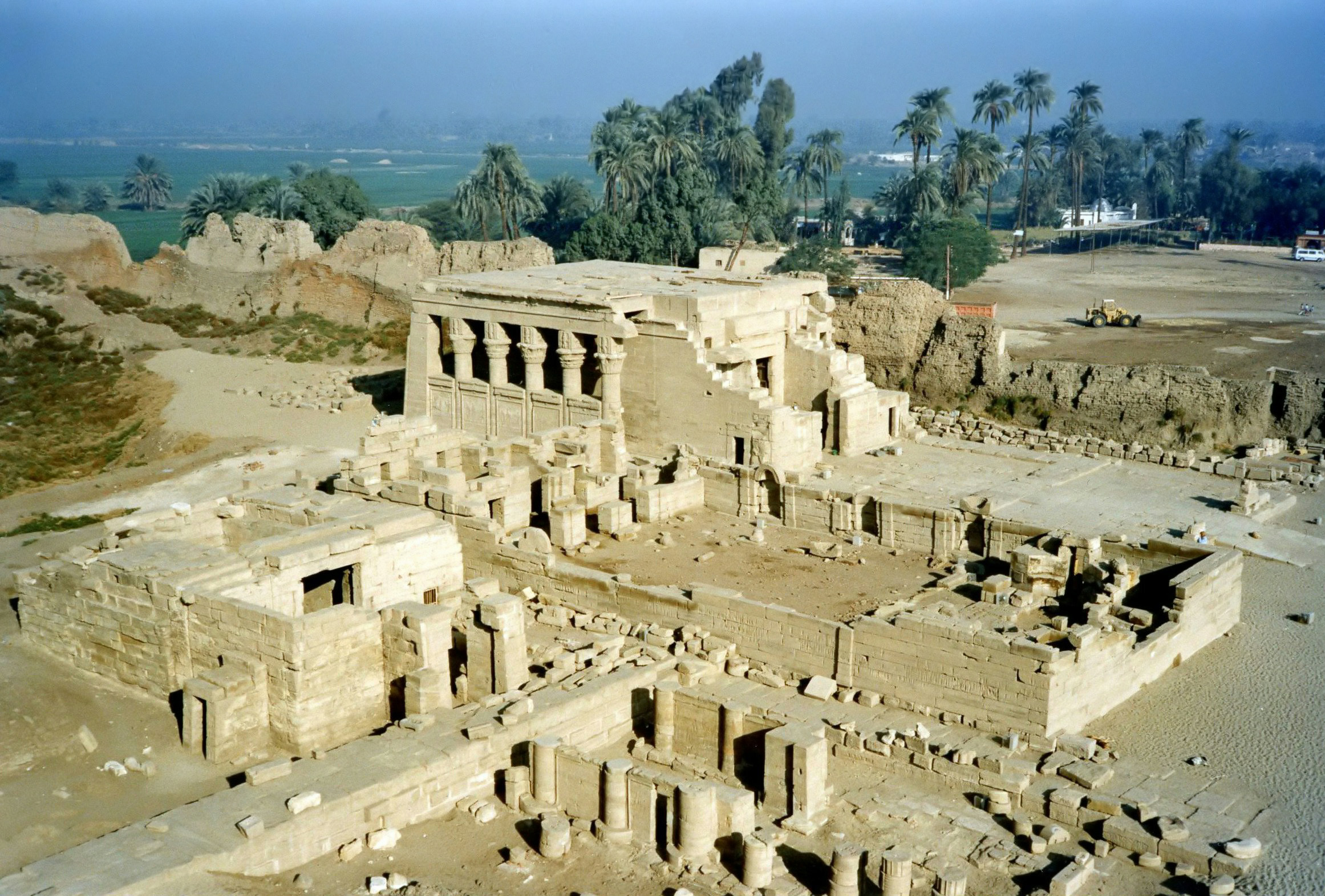
vy över Denderatemplet

Guvernementet Qena (arabiska: محافظة قنا, Muhafazat Qina) är ett av Egyptens 27 muhāfazāt (guvernement). Guvernementet ligger i landets södra del (Övre Egypten) längs Nilen.

## Geografi
Guvernementet har en yta på cirka 10 406 km²med cirka 3,0 miljoner invånare. Befolkningstätheten är cirka 275 invånare/km².
Fornlämningen Denderatemplet ligger cirka 10 km väster om Qena på Nilens västra strand.

## Förvaltning
Guvernementets ISO 3166-2 kod är EG-KN och huvudort är Qina. Guvernementet är ytterligare underdelad i 9 markas (områden), 1 kism (distrikt) och 1 stad.